# Trekhamster
De trekhamster (Nothocricetulus migratorius) is een kleine hamstersoort uit West- & Centraal-Azië en de Balkan.
De trekhamster is een vrij kleine hamster, zo groot als een woelmuis. Hij heeft een grijze vacht. Hij verschilt van de woelmuizen door de grotere ogen en oren en een kortere staart. De trekhamster heeft een kop-romplengte van 80 tot 117 millimeter, een gewicht van 33 tot 38 gram en een staartje van 22 tot 28 millimeter.
De trekhamster komt voor in graslanden, landbouwgebieden, maïsvelden, tuinen en bosachtige streken, waaronder steile beboste hellingen. De trekhamster leeft voornamelijk op de Aziatische steppen, van Oekraïne en Turkije tot Israël, Pakistan en Mongolië. In Europa komt hij westwaarts voor tot Roemenië en Oost-Griekenland.
Het is een solitair nacht- en schemeringsdier. De trekhamster voedt zich met zaden, wortels, jonge scheuten en granen, aangevuld met insecten. Bij gevaar laat de hamster zich op zijn rug vallen, waarbij hij zijn mond openhoudt en zijn snijtanden toont. 's Winters daalt de activiteit; mogelijk houdt de trekhamster een winterslaap.
Overdag rust hij in zijn hol. Het hol bestaat uit een gangenstelsel, dat wel anderhalve meter diep kan zijn en bestaat uit verscheidene nest- en opslagkamers. Een enstkamer wordt bekleed met zacht materiaal als gras en ander plantaardig materiaal, soms ook met wol en veren. Het gangenstelsel heeft één tot vijf ingangen.
In Armenië plant de trekhamster zich het gehele jaar door voort. Na een draagtijd van 17 tot 22 dagen worden twee tot elf jongen geboren. Meestal krijgt een vrouwtje drie tot vier worpen in een jaar. Enkel het vrouwtje zorgt voor de jongen.